# Coleeae
Coleeae, biljni tribus iz porodice katalpovki. Sastoji se od 4 roda sa 71 vrstom.

## Etimologija
Tribus je dobio ime po tipičnom rodu Colea.

## Opis
Drveće. To su endemi Madagaskara i drugih manjih otoka u zapadnom dijelu Indijskog oceana. Istraživanja 2016 ukazivala su da bayesova analiza i analiza najveće vjerojatnosti podržale (i) monofiliju plemena, (ii) monofiliju Phylloctenium, Phyllarthron i Rhodocolea i (iii) parafiliju roda Colea. Filogenetski okvir pokazuje Phylloctenium, koji je endem Madagaskara i ograničen na suhe ekosustave, kao bazalnu i sestrinsku ostatku plemena, što sugerira da je Madagaskar središte podrijetla ove klade. Preostali rodovi raznoliki su uglavnom u vlažnim ekosustavima, s dokazima o višestrukom širenju na susjedne otoke, uključujući najmanje dva na Komore, jedan na Mauricijus i jedan na Sejšele. Pretpostavlja se da je ekološki uspjeh ovog plemena mogao biti potaknut pomakom načina raspršivanja voća s vjetra na lemure.

## Rodovi
1. Colea Bojer (33 spp.)
2. Rhodocolea Baill. (15 spp.)
3. Phylloctenium Baill. (2 spp.)
4. Phyllarthron DC. (21 spp.)